# 九九 (撲克牌)

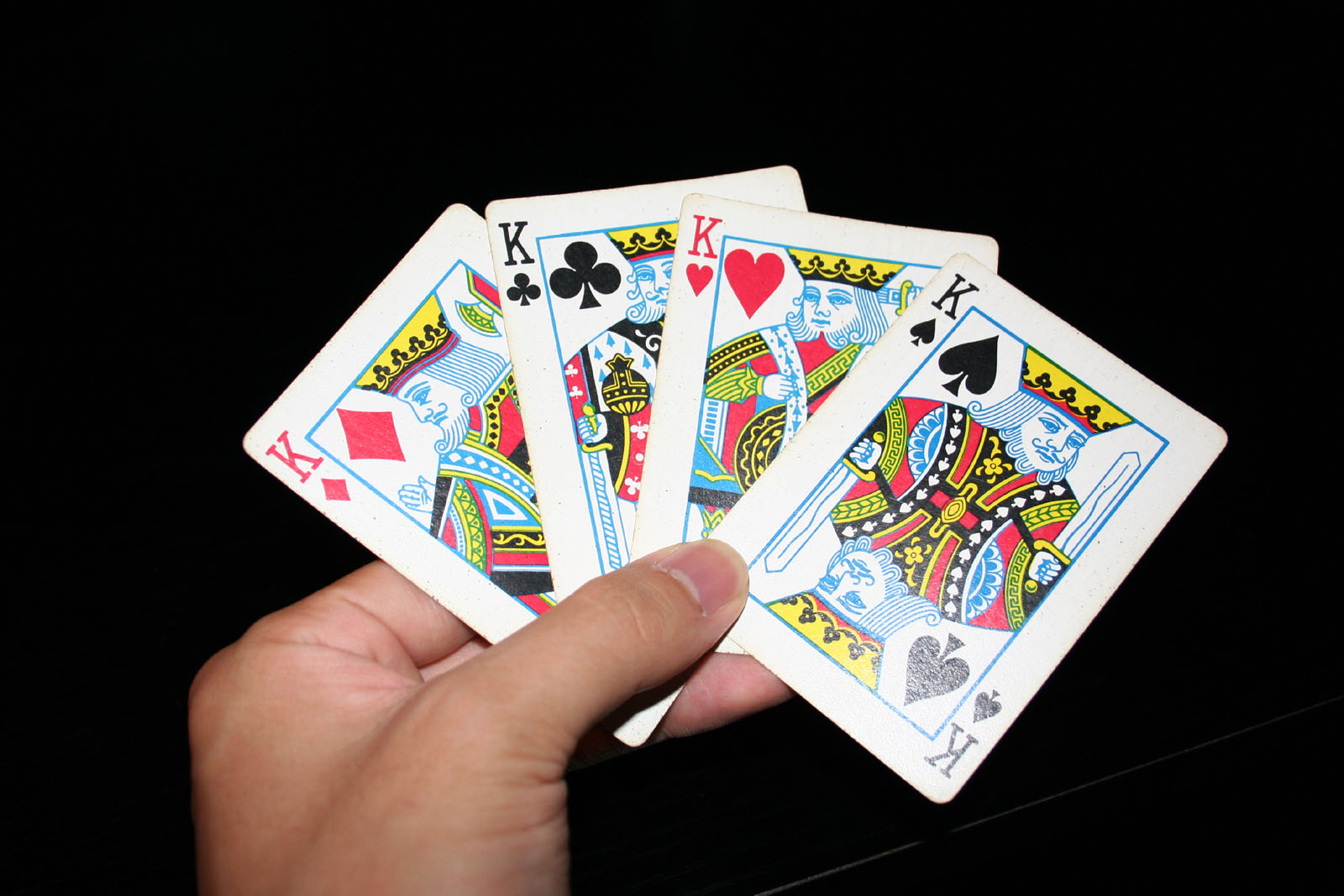
該遊戲以撲克牌為道具。

九九是一種撲克牌遊戲，流行於台灣。

## 基本玩法
九九必須要有2個玩家以上，人數並沒有上限（不過人太多的時候同時用多副撲克牌可以節省洗牌麻煩），除了發牌之外，遊戲中沒有莊家、閒家之分。發牌後，每位玩家分得4或5張手牌，其他剩下的牌背面朝上置於桌面（山）。發4張牌時，由於手牌有功能牌的機率較發5張牌來的小，遊戲較快結束，適合超過4個玩家的牌局，可避免因為牌局時間拖長，導致淘汰的玩家在旁邊枯等許久。
遊戲開始後。玩家輪流出牌於桌面(海)，開始的數值為0，玩家所出的牌分為兩類，分別是數值牌或功能牌：若是數值牌則累加海中的數值，如原本是15時，出牌「9」，則此時海的數值為15+9=24；若玩家出的是功能牌，則遊戲依照該牌的功能（後述）繼續進行。玩家出牌後，要從山抽一張牌，保持手牌原有的張數。若山的牌全部被抽完，通常會將海裡的牌全部重新洗過重新堆成山，保留原來海中的數值，遊戲繼續進行。
當某一玩家不論出哪張牌後都會使海中的數值超過99時，則該玩家淘汰。其他玩家維持海的目前的數值繼續進行遊戲，直到剩下唯一玩家為止，此玩家為優勝者，或連續出牌「4」、「5」以及隨意牌獲勝。

## 功能牌
九九的功能牌可能隨各地流行而改變，通常有下面這些：
- 黑桃A：歸零（另有將Joker當成歸零牌，黑桃A為加1）。
- A：加1。
- 2：加2。
- 3：加3。
- 4：迴轉（如本來是順時針出牌改成逆時針出牌）。
- 5：指定（出牌者指定一位玩家出牌，不加減數字）。
- 6：加6。
- 7：加7。
- 8：加8。
- 9：加9。
- 10：加10或減10。
- J：跳過一輪（Pass）。
- Q：加20或減20。
- K：加至99（另有由出牌者指定將K當成99或歸零使用，黑桃A為加1）。

功能牌除非有特別約定，否則不得當作一般數值使用。例如出4就是迴轉，不可以當作加4使用。
由於公規（以上規則）的九九很容易玩很久，故後來又引申出一種「血腥版」九九，規則如下：
新增功能牌
- A：與指定的玩家交換手牌，且交換後雙方皆不能抽牌。（如不使用Joker或K當歸零牌的規定，黑桃A仍是歸零牌。）
- 7：抽任一位玩家的牌，該玩家就此少一張手牌，而出此牌者這次不能抽牌，如玩家手牌被抽光就算出局。同一輪裡，一位玩家只能被抽一次。
- 8：加8後可抽回二張牌。
- 9：此回合以及下回合都Pass，但是出了之後不能從牌堆裡抽牌。
- Joker（鬼牌）：全部玩家順時針或逆時針換牌（由出牌者指定）。
- Joker（鬼牌）：當作上述各種功能牌之任意一個功能（由出牌者指定）。

加重嚴厲度
- 一開始從九九開始算。
- 忘記抽牌者，不能補抽。
- 可一次出二張牌，例如同時出2、3，可以得到加5的效果，但只能抽回一張牌。
- 抽掉一半的功能牌，就是各只用二張4、5、10、J、Q、K等功能牌和各四張普通牌所組成的牌組進行遊戲。

血腥版的規則，明顯改善玩不完的情況，並且增加了技術性以及減少運氣成分。
另有版本（英文維基百科的內容）功能牌較少，較容易玩完。
- A：可以事前約定或由出牌者決定當成加1點或11點[1]。
- 2:加2。
- 3：加3後下一位玩家跳過這一輪的出牌權。
- 4：迴轉。
- 5:加5。
- 6加6。
- 7加7。
- 8加8。
- 9：99。
- 10：加10或減10。
- J：加10。
- Q：加10。
- K：Pass。

西北地区限定玩法如下：
- A：指定一位玩家出牌。
- 2：加2。
- 3：加3。
- 4：迴轉（如本來是順時針出牌改成逆時針出牌，通常出牌者會喊Return或Reverse）。
- 5：加5。
- 6：加6。
- 7：和一位玩家换牌（使用此手牌时，作为数值累加）。
- 8：加8。
- 9：加9。
- 10：加10或減10。
- J：指定一位玩家抽走其一张手牌。
- Q：加20或減20。
- K：加至99（另有由出牌者指定將K當成99或歸零使用，黑桃A為加1）。
- 小王：制裁一位玩家（被制裁玩家保留一张手牌，其余手牌由制裁者挑选一张）。
- 大王：指定一位玩家加满手牌。

功能牌除非有特別約定，否則不得當作一般數值使用。例如出4就是迴轉，不可以當作加4使用。

## 遊戲特徵
九九大部分靠運氣（技巧影響結果的層面不大）。當海中數值接近白熱化（接近99）的時候，可能會有連續好幾輪每個人都不斷出暫停，每個人手中的特殊牌都在0～2張以內，看誰能撐到最後一刻的情形。